# Нижня анастомотична вена
Нижня анастомотична вена, або вена Лаббе, з'єднує поверхневу середню мозкову вену з поперечним синусом в області його переходу у сигмоподібний синус.
Була вперше описана французьким вченим Шарлем Лаббе 1879 року, на честь якого і отримала свою назву.

## Топографія
Вена Лаббе відноситься до поверхневих вен мозку. Як і в інших судинах цієї групи в ній виділяють піально-арахноїдальну, субарахноїдальну та субдуральну частини. Піально-арахноїдальна частина безпосередньо збирає численні гілки від речовини головного мозку. Субдуральна частина розташовується безпосередньо під твердою мозковою оболоною в місця впадання у синус.

## Функційне значення
Вена Лаббе забезпечує венозний відтік конвекситальної поверхні скроневої частки головного мозку. Також нею відбувається відтік крові зі середньої мозкової вени у поперечний синус. Можливим є рух крові й у протилежному напрямку.

## Клінічна картина ураження вени Лаббе
Вена Лаббе може бути ушкоджено під час хірургічних втручань або при тромбозі. При цьому виникає порушення відтоку крові, що може привести до розвитку гострого порушення мозкового кровообігу і/або набряку мозку в області скроневої частки з відповідною загальномозковою і осередковою неврологічною симптоматикою. До описаних при ураженні вени Лаббе загальномозкових симптомів відносять головний біль, нудоту, блювоту, світлобоязнь і втрату свідомості. Притаманними осередковими неврологічними симптомами є аграфія, афазія, центральний парез лицьового нерва, контрлатеральні парези руки і ноги. Інсульти внаслідок порушення венозного відтоку по вені Лаббе досить рідкісні. Тромбоз вен кори головного мозку в загальній кількості гострих порушень мозкового кровообігу становить менше 1%.